# هیدروکینون
هیدروکینون (به انگلیسی: Hydroquinone)
رده درمانی: عوامل موضعی پوستی.
اشکال دارویی: کرم

## مکانیسم اثر
مهار سنتز ملانین. هیدروکینون با مهار اکسیداسیون آنزیمی تیروزین و تضعیف سایر رونده‌های متابولیکی ملانوسیت‌ها باعث مهار تشکیل ملانین و موجب بی‌رنگ شدن پوست می‌گردد.

## روش تولید هیدروکینون
در صنعت به دو روش می توان هیدروکینون را ساخت. روش اول از طریق مکانیسمی مانند فرآیند کیومن است. این فرآیند شامل دی آلکیلاسیون بنزن با پروپن است که منجر به تولید 1و4- دی ایزوپروپیل بنزن می شود. این ترکیب با اکسیژن هوا واکنش می دهد و بیس (هیدروپرکسید) تولید می کند. این ماده در اسید نوآرایی می شود و به استون و هیدروکینون تبدیل می شود. در روش دوم فنول به کمک کاتالیزور تحت واکنش هیدروکسیلاسیون به این ماده تبدیل می شود و کاتالیزور مورد استفاده در این روش هیدروژن پراکسید است.

## موارد مصرف
برای درمان کک و مک و لک موضعی و کلواسمای حاملگی، ملاسما و لکه‌های تیره و قهوه ای ناشی از نور آفتاب در سوختگی (تغییر رنگ پوست صورت)
احتیاط: این دارو باید شبها استفاده شود. شایع‌ترین عارضه درماتیت تماسی است.

## خطرات و عوارض جانبی
به صورت کلی هیدروکینون در قالب کرم و پماد بی خطر و ایمن است، اما مانند تمام داروها ممکن است برای برخی افراد عوارض جانبی را به دنبال داشته باشد. برخی عوارض جانبی جزئی مانند خشکی و قرمزی در شروع درمان طبیعی است و به مرور زمان از بین می‌رود. از عوارض جانبی و احتمالی این ماده می‌توان به خشکی پوست، قرمزی، تحریک، التهاب خفیف و خارش اشاره کرد. توجه داشته باشید که مصرف نادرست این محصول باعث روشن شدن ناخواسته پوست می‌شود.

## طریقه استفاده کرم هیدروکینون (نحوه‌ مصرف و دوز مصرفی کرم هیدروکینون)
پماد یا کرم هیدروکینون را حدامکان شب مصرف کنید. تا از پوست شما در طی روز در برابر آفتاب محافظت کند. روش استفاده از کرم هیدروکینون به صورت زیر است. 
- پوست خود را با شوینده مناسب شست و شو دهید.
- کرم هیدروکینون را به منظور از بین بردن تیرگی و لک صورت روی پوست خود بمالید تا کاملا جذب شود.
- استفاده از مرطوب کننده مناسب (زیرا این پماد سبب خشکی و قرمزی پوست می شود.)
- این پماد را به مدت 3 ماه استفاده کنید. در صورت عدم تغییرات از پماد دیگری اسنفاده نمایید.
- در طول درمان حتما  کرم ضد آفتاب حاوی SPF 30 به بالا استفاده کنید.

دستورالعمل‌ها: تمام دستورالعمل‌های موجود در بسته‌بندی کرم هیدروکینون را دنبال کنید یا طبق تجویز پزشک استفاده کنید..